# Würm
Würm er en flod i Bayern i Tyskland, og en biflod til Amper fra højre. Den har sit udspring i Starnberger See og løber gennem flere landsbyer og dele af München før den munder ud i Amper nær Dachau, kort før denne munder ud i Isar.
Selv om Würm ikke er en særlig stor flod har den lagt navn til Würm-istiden (den sidste istid). 
Det findes en anden, mindre flod med same navn i Gäu, et område i Baden-Württemberg.
48°08′38″N 11°27′15″Ø / 48.14389°N 11.45417°Ø